# Струпар, Бранко
Бра́нко Стру́пар (хорв. Branko Strupar; 9 февраля 1970, Загреб) — хорватский футболист, нападающий.
Бранко Струпар родился в Загребе. Первой командой, за которую играл, был футбольный клуб «Шпанско».
Выступал в Бельгии за «Генк». Стал чемпионом страны в 1999 году. В 1998 году стал лучшим бомбардиром чемпионата с 22 мячами и был признан вторым игроком первенства Бельгии после Пера Зеттерберга. Перешёл в «Дерби Каунти» в декабре 1999 года.
После ухода из «Дерби» выступал за «Динамо» (Загреб).
В 1999 году, благодаря женитьбе, стал гражданином Бельгии. Сыграл за национальную сборную этой страны 17 матчей и забил пять голов.

## Достижения
«Генк»
- Чемпионат Бельгии 98/99
- Кубок Бельгии: 2000

«Динамо» Загреб
- Кубок Хорватии: 2003/04

Личные
- Футболист года в Бельгии: 1998
- Лучший бомбардир чемпионата Бельгии: 1997/98 (22 гола)